# Hugo Gabelmann
Hugo August Gabelmann (* 14. Mai 1867 in Fürstenberg (Oder), Königreich Preußen; † 12. Mai 1930 in Großräschen, Deutsches Reich) war ein deutscher Bergmann, Bergingenieur, Industrieller und Manager. Er war, sowohl in Bezug auf die Entwicklung und Durchsetzung des Großtagebaus als auch bei der Rekultivierung ausgekohlter Bergbauflächen, ein Pionier.

## Leben

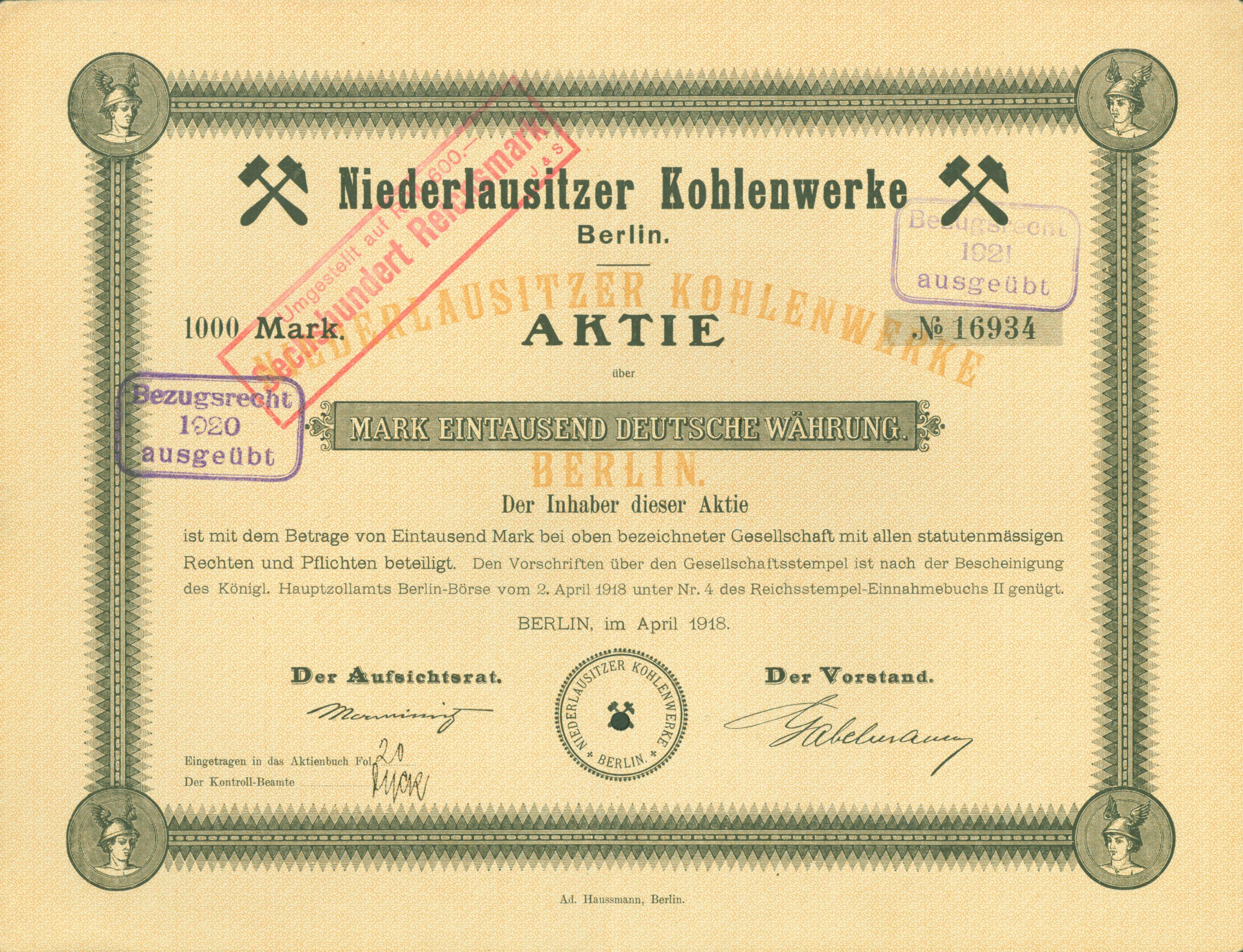
Aktie der Niederlausitzer Kohlenwerke vom April 1918 mit Unterschrift vom Vorstand Gabelmann

Gabelmann, Sohn eines Färbermeisters, arbeitete zuerst ungelernt im Lausitzer Braunkohlenbergbau und nahm danach eine Lehre zum Bergarbeiter in Frankfurt (Oder) und Eisleben auf. Aufgrund seiner guten Leistungen bekam er ein Stipendium und studierte erfolgreich an der Bergakademie Clausthal und der Technischen Hochschule Aachen. Daran schlossen sich Tätigkeiten sowohl im Stein- als auch im Braunkohlenbergbau an, u. a. in Thräna im Mitteldeutschen Braunkohlenrevier und im Oberschlesischen Steinkohlenrevier an. 1910 wurde er Generaldirektor der Niederlausitzer Kohlenwerke. In dieser Position war er bis zu seinem Unfalltod 1930 tätig. Gabelmann bewohnte ab 1917 das Gutshaus in Wormlage. Sein Grab befindet sich im zugehörigen Parkwäldchen und kann besichtigt werden.

## Bedeutung
Der Zeitraum von 1890 bis 1930 brachte bedeutende technische Entwicklungen im Braunkohlenbergbau, dessen Extraktionstechnologie bis heute auf den damaligen Innovationen basierte. Gabelmann war an diesen Entwicklungen als erfahrener Bergingenieur und Bergwerksdirektor beteiligt. Sowohl der Übergang von den Klein- zu Großbaggern und von Pflug- zu Absetzerkippen wurden von ihm frühzeitig eingeführt als auch die Absetzer, Eimerkettenbagger und Entwässerungstechnologie optimiert. Selbst sein Unfalltod zeugte von seinem Innovationsgeist: Er starb bei Versuchen mit einem neuen Kippenpflug im Tagebau Victoria I, der später ein Standardgerät wurde.
Gabelmann spielte eine entscheidende Rolle im "turning point" der Rekultivierungsforschung 1922, indem er den Revierförster Rudolf Heuson bei den Niederlausitzer Kohlenwerken zur Aufforstung der mondlandschaftengleichen Kippenflächen anstellte, die der Tagebau hinterließ. Heuson konnte eine rege Forschungstätigkeit entfalten und publizierte 1929 mit Praktische Kulturvorschläge für Kippen, Bruchfelder, Dünen und Ödländereien einen ersten Handlungsleitfaden zur Wiederbegrünung ehemaliger Bergbauflächen. Dabei widmete er das Buch seinem Protegé Gabelmann. Darüber hinaus war Gabelmann an der Gründung der Aufforstungs-Kommission beim Niederlausitzer Braunkohlenverein e.V., die durchgehend von 1928 bis 1944 bestand, beteiligt. Die Bedeutung Gabelmanns zeigte sich auch daran, dass sich nach seinem Tod Heusons Position im Unternehmen massiv verschlechterte und er 1931 entlassen wurde, obwohl er weiterhin bis 1941 für das Unternehmen tätig blieb. Gabelmann erkannte aber nicht alle Umweltprobleme, die mit dem Braunkohlenbergbau verbunden waren. 1929 äußerte er, dass „die Entwässerung durch den Bergbau keine nachteiligen Folgen der Landwirtschaft gebracht hat.“ Im Gegensatz zu seinen Ausführungen war der Wasserentzug in der Lausitz ein großes Problem für Forst- und Landwirtschaft.

## Auszeichnungen
- Dr.-Ing. E.h. der TH Berlin (1921)[1]